# 松ノ木町
松ノ木町（まつのきちょう）は愛知県名古屋市中川区にある町名。現行行政地名は松ノ木町1丁目及び松ノ木町2丁目。住居表示未実施。

## 地理
名古屋市中川区の東部に位置し、南東に宮脇町、南西に細米町、北東に押元町、北西に小塚町に接する。

## 歴史

### 町名の由来
小本町の字に由来する。

### 沿革
- 1952年（昭和27年）1月15日 - 中川区篠原町・小本町の各一部により、同区松ノ木町として成立[2]。
- 1954年（昭和29年）10月20日 - 中川区小本町・篠原町・荒子町の各一部を編入する[2]。
- 1961年（昭和36年）3月25日 - 中川区小本町・篠原町の各一部を編入する[2]。

## 世帯数と人口
2019年（平成31年）2月1日現在の世帯数と人口は以下の通りである。
| 町丁     | 世帯数  | 人口  |
| -------- | ------- | ----- |
| 松ノ木町 | 267世帯 | 617人 |

### 人口の変遷
国勢調査による人口の推移。
| 1995年（平成7年）  | 424人 |  |  |
| 2000年（平成12年） | 399人 |  |  |
| 2005年（平成17年） | 592人 |  |  |
| 2010年（平成22年） | 616人 |  |  |
| 2015年（平成27年） | 596人 |  |  |

### 世帯数の変遷
国勢調査による世帯数の推移。
| 1995年（平成7年）  | 176世帯 |  |  |
| 2000年（平成12年） | 167世帯 |  |  |
| 2005年（平成17年） | 239世帯 |  |  |
| 2010年（平成22年） | 254世帯 |  |  |
| 2015年（平成27年） | 232世帯 |  |  |

## 学区
市立小・中学校に通う場合、学校等は以下の通りとなる。また、公立高等学校に通う場合の学区は以下の通りとなる。
| 番・番地等 | 小学校               | 中学校               | 高等学校 |
| ---------- | -------------------- | -------------------- | -------- |
| 全域       | 名古屋市立篠原小学校 | 名古屋市立長良中学校 | 尾張学区 |

## その他

### 日本郵便
- 郵便番号 : 454-0848[WEB 2]（集配局：中川郵便局[WEB 12]）。

### WEB
1. 1 2  “町・丁目(大字)別、年齢(10歳階級)別公簿人口(全市・区別)”.   名古屋市 (2019年2月20日). 2019年2月20日閲覧。
2. 1 2  “郵便番号”.  日本郵便. 2019年2月10日閲覧。
3. ↑  “市外局番の一覧”.   総務省. 2019年1月6日閲覧。
4. ↑  “中川区の町名一覧”.   名古屋市 (2015年10月21日). 2019年2月13日閲覧。
5. 1 2  総務省統計局 (2014年3月28日). “平成7年国勢調査の調査結果(e-Stat) - 男女別人口及び世帯数 －町丁・字等” (CSV). 2021年7月20日閲覧。
6. 1 2  総務省統計局 (2014年5月30日). “平成12年国勢調査の調査結果(e-Stat) - 男女別人口及び世帯数 －町丁・字等” (CSV). 2021年7月20日閲覧。
7. 1 2  総務省統計局 (2014年6月27日). “平成17年国勢調査の調査結果(e-Stat) - 男女別人口及び世帯数 －町丁・字等” (CSV). 2021年7月21日閲覧。
8. 1 2  総務省統計局 (2012年1月20日). “平成22年国勢調査の調査結果(e-Stat) - 男女別人口及び世帯数 －町丁・字等” (CSV). 2021年7月21日閲覧。
9. 1 2  総務省統計局 (2017年1月27日). “平成27年国勢調査の調査結果(e-Stat) - 男女別人口及び世帯数 －町丁・字等” (CSV). 2021年7月21日閲覧。
10. ↑  “市立小・中学校の通学区域一覧”.   名古屋市 (2018年11月10日). 2019年1月14日閲覧。
11. ↑  “平成29年度以降の愛知県公立高等学校（全日制課程）入学者選抜における通学区域並びに群及びグループ分け案について”.   愛知県教育委員会 (2015年2月16日). 2019年1月14日閲覧。
12. ↑  郵便番号簿 平成29年度版 - 日本郵便. 2019年02月10日閲覧 (PDF)

### 書籍
1. ↑  名古屋市計画局 1992, p. 494.
2. 1 2 3  名古屋市計画局 1992, p. 822.